# Вишняки (зупинний пункт)
Вишняки — пасажирський зупинний пункт Південно-Західної залізниці (Україна), розташований на дільниці Фастів I — Київ-Волинський між станцією Сорочий Брід (відстань — 3 км) і зупинним пунктом Півні (2 км). Відстань до ст. Фастів I — 11 км, до ст. Київ-Волинський — 46 км.
Розташований на території Мотовилівської сільської ради Фастівського району Київської області, за 0,8 км на схід від Вишняків, за 0,8 км на захід від Мотовилівки та за 1,5 км від Мотовилівської Слобідки. Має дві платформи берегового типу. У  2020 році розпочато реконструкція перону у київському напрямку, завершено у 2021 році. Неподалік від зупинного пункту знаходяться садово-дачні ділянки. 
Відкритий 1964 року.